# Jesus Elias Tajra
Jesus Elias Tajra (Teresina, 22 de fevereiro de 1932) é um advogado, jornalista e empresário brasileiro com atuação política no estado do Piauí.

## Dados biográficos
Filho de Elias João Tajra e Amélia Sady. Contabilista graduado em 1951 pela Fundação Escola de Comércio Álvares Penteado em São Paulo, ensinou contabilidade no Instituto Federal do Piauí antes de formar-se advogado pela Universidade Federal do Piauí em 1956, mesmo ano onde tornou-se funcionário público federal lotado no Ministério da Fazenda. De modo concomitante, deu impulso à sua carreira empresarial ao instituir uma série de empresas agrupadas sob o epíteto de Grupo Jelta.
Jornalista, foi colaborador assíduo da imprensa piauiense, dirigiu a Rádio Pioneira e o extinto Jornal da Manhã. Em 23 de março de 1986 inaugurou a TV Pioneira, retransmissora da Rede Bandeirantes de Televisão. Em 1998 a emissora passou a chamar-se TV Cidade Verde e passou a retransmitir a programação do Sistema Brasileiro de Televisão no ano 2000.

## Vida pública
Sua primeira filiação partidária foi ao PDC em 1962 e conquistou seu primeiro mandato em 1966, ao se eleger deputado estadual pela ARENA. Nos anos seguintes, foi eleito primeiro suplente do senador Helvídio Nunes em 1970, segundo suplente do senador Dirceu Arcoverde em 1978 e primeiro suplente do senador Alberto Silva após a morte de Arcoverde em 1979. Com o retorno ao pluripartidarismo no ano seguinte, filiou-se ao PDS. Nomeado prefeito de Teresina pelo governador Lucídio Portela em 1982, foi secretário do Trabalho e Ação Social no primeiro governo de Hugo Napoleão, exercendo de modo simultâneo e por breve período, o cargo de presidente do Tribunal de Justiça Desportiva do Piauí.
Em 1986 foi eleito deputado federal pelo PFL e assim participou da elaboração da Constituição de 1988. Reeleito em 1990, votou a favor do impeachment do presidente Fernando Collor em 1992. Após deixar de ser parlamentar, foi presidente da TELEPISA (Telecomunicações do Piauí S/A), o último antes da privatização do setor de telecomunicações em 1998.
Irmão de José Elias Tajra, empresário e proprietário do Grupo Jet e da TV Antena 10, inaugurada em 1988 como afiliada da Rede Manchete (atual RedeTV!), que em 1997 passou à condição de afiliada à Rede Record.